# Peria laphria
Peria laphria är en fjärilsart som beskrevs av Jean Baptiste Godart 1823. Peria laphria ingår i släktet Peria och familjen praktfjärilar. Inga underarter finns listade i Catalogue of Life.